# SK Sigma Olomouc B
SK Sigma Olomouc „B“ is het tweede elftal van de Tsjechische voetbalclub SK Sigma Olomouc. Het team komt sinds het seizoen 2022/23 uit in de Fortuna národní liga.

## Geschiedenis
In 1976 fuseerde Sigma Olomouc met TJ Slovan Černovír en nam Sigma B de plaats van Slovan in de 1e klasse B over. Na het winnen van de MSFL, het derde niveau van Tsjechië, in het seizoen 2000/01 werd Sigma B het eerste reserve-elftal in Tsjechië dat uitkwam op het tweede niveau van het Tsjechische voetbal, de toenmalige Druhá liga, in het seizoen 2001/02. In het seizoen 2003/04 werd Vojtěch Schulmeister namens het B-team gedeeld topscorer van de Druhá liga met 10 doelpunten. Het reserve-elftal degradeerde in het seizoen 2006/07 uit de Druhá liga. In het seizoen 2007/08 werd het B-team kampioen in de MSFL, maar de club besloot van promotie af te zien en de licentie te verkopen aan MFK Karviná. Het tweede elftal van de Sigma werd in het seizoen 2014/15 opnieuw kampioen in de MSFL. In wat nu de Fotbalová národní liga was Sigma B dat seizoen het enige tweede elftal dat op het tweede niveau in Tsjechië uitkwam. Doordat het eerste elftal van Sigma in het seizoen 2015/16 naar de Fotbalová národní liga degradeerde moest het tweede elftal verplicht zijn licentie verkopen (ondanks dat Sigma B zelf net boven de streep wist te eindigen) en kwam het in het seizoen 2016/17 uit in de MSFL.
Voor het seizoen 2017/18 is Sigma B afgemeld voor de MSFL, omdat de Tsjechische voetbalbond clubs op het hoogste en op een na hoogste niveau verplicht een jong-elftal in te schrijven voor de Tsjechische beloftencompetitie. De club besloot om tweede elftal op te heffen ten faveure van de nieuwe beloftenploeg. De beloftencompetitie werd twee seizoenen later opgeheven en Sigma besloot om Sigma B opnieuw leven in blazen. Het B-team werd opnieuw ingeschreven voor de MSFL. Het seizoen 2021/22 wist Sigma B opnieuw kampioen te worden van de MSFL en is daarmee de recordkampioen van de competitie. In het seizoen 2023/24 eindige het als vice-kampioen, het beste resultaat van een B-team in de Fotbalová národní liga.

## Erelijst
| Nationaal sinds 1993                    |    |                                    |
| Kampioen Moravskoslezská fotbalová liga | 4× | 2000/01, 2007/08, 2014/15, 2021/22 |

## Resultaten

### Competitieresultaten 1993-2024
| 9 |

| 11 |

| 5 |

| 9 |

| 10 |

| 8 |

| 12 |

| 1 |

| 12 |

| 11 |

| 12 |

| 11 |

| 13 |

| 15 |

| 1 |

| 10 |

| 3 |

| 5 |

| 4 |

| 4 |

| 2 |

| 1 |

| 142 |

| 2 |

| – |

| – |

| 83 |

| 143 |

| 1 |

| 8 |

| 2 |

| Fotbalová národní liga |

| ČFL / MSFL |

| Fotbalová národní liga |

| ČFL / MSFL |

1 In het seizoen 2007/08 werd de licentie voor de toenmalige Druhá liga verkocht aan MFK Karviná. 

2 Doordat het eerste team van Sigma Olomouc in het seizoen 2015/16 degradeerde naar de Fotbalová národní liga, werd Sigma "B" gedwongen haar licentie te verkopen. 

3 Vanwege de coronapandemie werden de seizoenen 2019/20 en 2020/21 vroegtijdig afgebroken. 

## Verbonden aan SK Sigma Olomouc „B“

### Bekende (oud-)spelers
- Lukáš Bajer
- David Houska
- Jan Rajnoch
- Vojtěch Schulmeister

### Trainers
- Augustin Chromý (2015/16, 2022/23)
- Tomáš Janotka (2023/24)
- Miloslav Brožek (2024-heden)

### Topscorers
| Seizoen | Competitie           | Speler               | Aantal |
| ------- | -------------------- | -------------------- | ------ |
| 2003/04 | Druhá liga           | Vojtěch Schulmeister | 10     |
| 2022/23 | Fortuna národní liga | Denis Kramář         | 7      |
| 2023/24 | Fortuna národní liga | Jan Fiala            | 8      |